# Giuseppe Comei
Giuseppe Comei (Foggia, ... – Foggia, ...; fl. XX secolo) è stato un calciatore italiano, di ruolo centrocampista.

## Caratteristiche tecniche
Era un'ala.

## Carriera
Giuseppe Comei, detto Peppino è uno dei pionieri del calcio foggiano.
Soprannominato "artista della sfera di cuoio", dopo aver vissuto qualche anno a Firenze è tornato a Foggia per creare una squadra di calcio.
Iniziò la carriera nell'US Sardegna, squadra foggiana, e ben presto divenne il capitano di quella squadra, prima di essere ceduto nel 1919 all'U.S. Atleta, un'altra squadra foggiana.
Successivamente fu uno dei creatori del Foggia, di cui fu il primo capitano ufficiale per le prime due stagioni (nelle prime amichevoli il capitano era Giovanni Sarti), dove esordì il 9 settembre 1923, nella partita contro il Garibaldino Taranto, finita 1-0, in quella che passerà come la prima partita del Foggia, mentre fece il suo primo gol il 30 settembre sempre contro il Garibaldino Taranto.
Nella stagione 1922-1923 fu il capocannoniere della squadra con 3 gol in 4 presenze, facendo promuovere il Foggia in prima divisione, dove i rossoneri vennero subito retrocessi e in quel campionato Comei realizzò 2 reti in 10 partite.
Nel campionato 1924-1925 fu di grande aiuto nello spareggio per la promozione in massima serie, dove contro il Lecce realizzò una doppietta nella sua unica partita giocata.
Nuovamente il Foggia venne promosso in massima serie, e venne nuovamente subito retrocesso, con Comei autore di una sola rete in sei partite.
Giocò la sua ultima stagione in serie cadetta, scendendo in campo 3 volte, prima di ritirarsi.
In massima serie ha disputato la Prima Divisione 1923-1924 e la Prima Divisione 1925-1926.